# Jurič
Jurič je priimek v Sloveniji, ki ga je po podatkih Statističnega urada Republike Slovenije na dan 1. januarja 2010 uporabljalo 563 oseb. Ima tudi različico Jurić.

## Znani nosilci priimka
- Evgen Jurič (*1937), novinar, urednik, satirik in humorist
- Filip Jurič (*1995). baletni plesalec
- Herbert Jurič, smučar iz Maribora
- Igor Jurič (*1965), zunanjepolitični novinar, dopisnik, urednik?
- Ivan Jurič (1868 - 1894), filozofski pisec, estetik
- Jože Jurič (*1953), slikar, likovni pedagog
- Konrad Jurič, veteran vojne za Slovenijo
- Luka Jurić (*1991), slovenski hokejist
- Marija Jurić Pahor (*1956), etnično-socialna antropologinja, manjšinska strokovnjakinja
- Marko Jurič (*1963), novinar
- Matjaž (Branko) Jurič (*1974), informatik, univ. prof.
- Nevenka Jurič, novinarka
- Zora A. Jurič (*1953), kulturnica, literarna mentorica, urednica, ustanoviteljica pesniških turnirjev

## Tuji nosilci priimka
- Anđelko Jurić (1891 - 1981), hrvaški jezuit, teolog, pedagog, prof. v Škofijske gimnazije v Šentvidu 1919-23; 1925-31; učitelj novincev v Ljubljanskem noviciatu
- Ante Jurić (1922 - 2012), hrvaški (splitsko-makarski) nadškof in metropolit
- Ante Jurić (*1973), hrvaško-avstralski nogometaš
- Fran(j)o Jurić (1884 - 1924), hrvaški zgodovinar in publicist
- Ivan Jurić (1932 - 2021), hrvaški zgodovinar
- Ivan Jurić (*1993), hrvaški nogometaš
- Mario Jurić (*1979), hrvaški astronom in astrofizik
- Marko Jurić (*1987), hrvaško-slovenski nogometaš
- Marko Jurić (*1999), hrvaško-slovenski košarkar